# 삼성 갤럭시 에이스 2
삼성 갤럭시 에이스 2(Samsung Galaxy Ace 2)는 삼성전자에서 제조/판매하는 안드로이드 스마트폰으로, 갤럭시 에이스의 후속제품이다. 2012년 5월 22일에출시하였다

## 운영 체제/소프트웨어

### 안드로이드 2.3 진저브레드
안드로이드 OS 2.3.6 진저브레드를 탑재하여 출시했다.

### 안드로이드 4.1 젤리빈
2013년 4월 1일 안드로이드 4.1.2 젤리빈으로의 업그레이드가 시작되었다.
주요 개선점은 다음과 같다.
- 프로젝트 버터 적용
- 전체 사용자 인터페이스 개선
  - Nature UX 터치위즈 적용
  - 알림창 개선
  - 많은 알림 토글과 새로운 알림창
- 구글 나우 추가

## 같이 보기
- 삼성 갤럭시 에이스
- 삼성 갤럭시 에이스 플러스
- 삼성 갤럭시 에이스 3
- 삼성 갤럭시 미니 2